# Nannothelypteris murkelensis
Nannothelypteris murkelensis är en kärrbräkenväxtart som beskrevs av Kato. Nannothelypteris murkelensis ingår i släktet Nannothelypteris och familjen Thelypteridaceae. Inga underarter finns listade.